# Pulham Market
Pulham Market är en ort och civil parish i Storbritannien.   Den ligger i grevskapet Norfolk och riksdelen England, i den sydöstra delen av landet, 140 km nordost om huvudstaden London. Pulham Market ligger 51 meter över havet och antalet invånare är 999.
Terrängen runt Pulham Market är platt. Runt Pulham Market är det ganska tätbefolkat, med 104 invånare per kvadratkilometer. Närmaste större samhälle är Harleston, 5,4 km sydost om Pulham Market. Trakten runt Pulham Market består till största delen av jordbruksmark.